# Santa María (Catamarca)
Santa María es la ciudad capital del departamento homónimo, en el centro este de la provincia argentina de Catamarca; sobre la margen derecha del río Santa María; a 332 km de la capital provincial San Fernando del Valle de Catamarca. También es considerada la capital de los Valles Calchaquíes.
Dependen del municipio las comunas de Fuerte Quemado, Chañar Punco y Loro Huasi, que tienen un delegado comunal electo a su frente.

## Antecedentes de su fundación
El Valle de Santa María o de Yocavil fue asiento de milenarias culturas. Diversas parcialidades habitaron la región con la más alta densidad poblacional de su época. Fue aquí donde se desarrolló la Cultura Santa María que influenció durante centurias vastos territorios de Catamarca, Salta y Tucumán. Este valle también fue ocupado por el Imperio Inca desde aproximadamente 1480 d. C. hasta la llegada de los españoles, probablemente, en 1536 cuando Diego de Almagro atravesó el valle en su paso a Chile.
En 1543 Diego de Rojas también estuvo en la región, pero los primeros asentamientos poblacionales datan de la llegada de Nuñez de Prado y Juan Pérez de Zurita alrededor de 1550. La primera misión de muy corta vida, data del siglo XVII (1618), llamada Santa María de los Ángeles del Yokavil. A comienzos del siglo XVIII (1710) queda fundado el pueblo con el asentamiento de Ambrosio Muñiz Cancinos y se establece como la fecha de fundación de Santa María el 2 de febrero en honor a su Santa Patrona. Ntra. Señora de la Candelaria.
El Valle del Yokavil ofrece un panorama de paisajes sorprendentes, sinuosos caminos y coloridos cerros, en donde los antepasados dejaron sus huellas plasmadas en monumentos y rocas. Entre las pequeñas poblaciones que atraviesan los valles, se destaca la ciudad de Santa María.

## Toponimia
Para el lingüista y arqueólogo Samuel Alejandro Lafone Quevedo, y Carlos Villafuerte el significado de Yokavil es:
- Yoka: cerro, cordón en forma de falo.[2]
- Vil: pueblo, lugar, solar.[2]

En el siglo XVI llegó al valle la misión jesuítica denominada “Santa María de los Ángeles de Yocavil”, de allí surge su nombre cristiano. “Yocavil” habría sido el nombre originario del Valle en la lengua kakana de las etnias que habitaban en el lugar.

## Población
Cuenta con 17 030 habitantes (Indec, 2010), lo que representa un incremento del 58% frente a los 10,800 habitantes (Indec, 2001) del censo anterior.

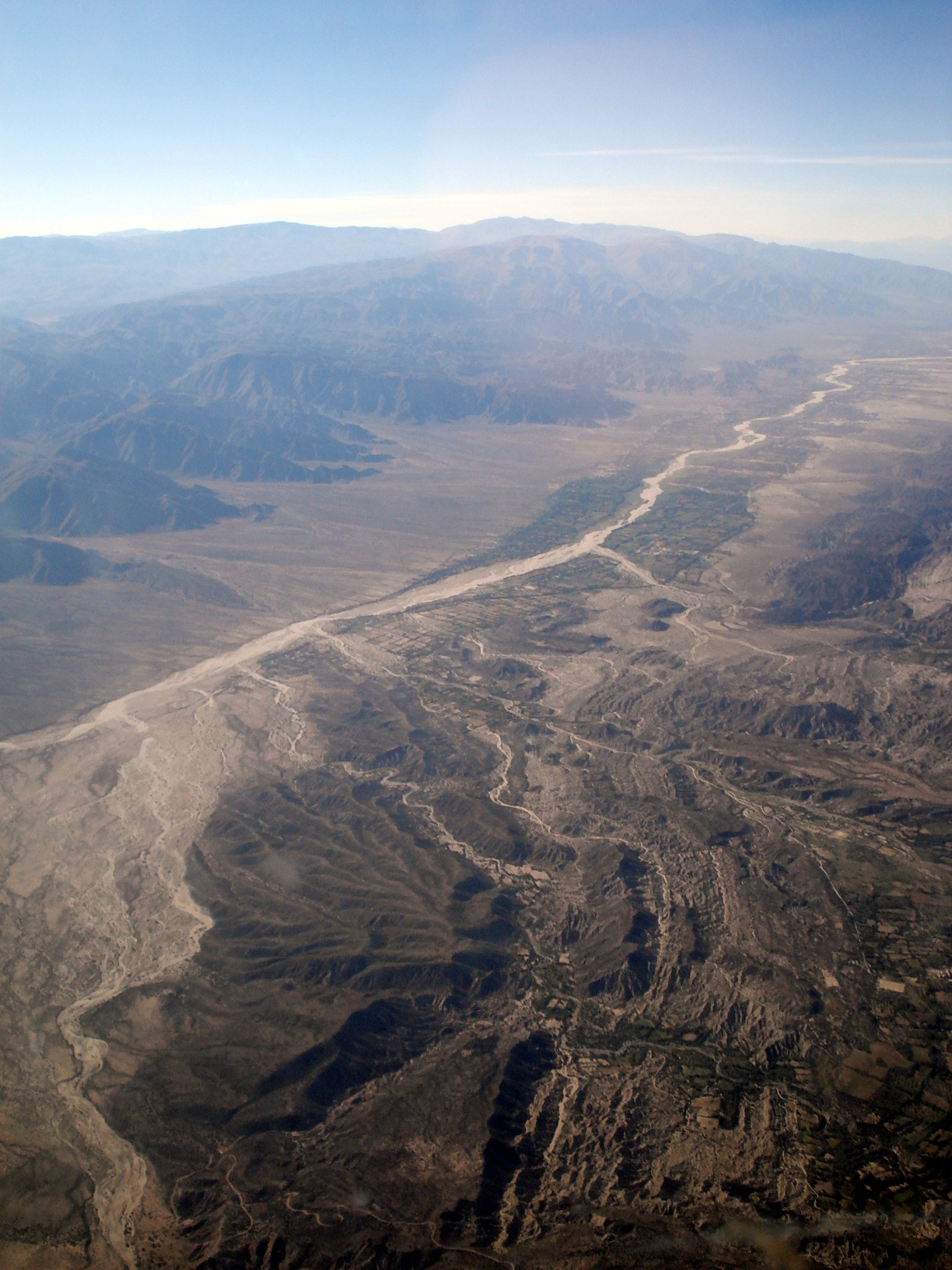
Vista aérea del Valle del Yokavil.

| Gráfica de evolución demográfica de Santa María entre 1980 y 2010 |
|                                                                   |
| Fuente: Censos nacionales del INDEC                               |

## Clima
El clima de Santa María es árido de sierras y bolsones. Los veranos son más bien cálidos y con escasas precipitaciones (200 mm. anuales); los inviernos se presentan fríos y rigurosos con ocasionales nevadas. Las temperaturas mínimas absolutas pueden bajar hasta los -12 °C (Período 1904 -1950), y hasta -16 °C bajo cero en inviernos muy fríos.
| Parámetros climáticos promedio de Santa María, Catamarca (1904–1950, extremes 1904–1950 and 1976–1986) | Parámetros climáticos promedio de Santa María, Catamarca (1904–1950, extremes 1904–1950 and 1976–1986) | Parámetros climáticos promedio de Santa María, Catamarca (1904–1950, extremes 1904–1950 and 1976–1986) | Parámetros climáticos promedio de Santa María, Catamarca (1904–1950, extremes 1904–1950 and 1976–1986) | Parámetros climáticos promedio de Santa María, Catamarca (1904–1950, extremes 1904–1950 and 1976–1986) | Parámetros climáticos promedio de Santa María, Catamarca (1904–1950, extremes 1904–1950 and 1976–1986) | Parámetros climáticos promedio de Santa María, Catamarca (1904–1950, extremes 1904–1950 and 1976–1986) | Parámetros climáticos promedio de Santa María, Catamarca (1904–1950, extremes 1904–1950 and 1976–1986) | Parámetros climáticos promedio de Santa María, Catamarca (1904–1950, extremes 1904–1950 and 1976–1986) | Parámetros climáticos promedio de Santa María, Catamarca (1904–1950, extremes 1904–1950 and 1976–1986) | Parámetros climáticos promedio de Santa María, Catamarca (1904–1950, extremes 1904–1950 and 1976–1986) | Parámetros climáticos promedio de Santa María, Catamarca (1904–1950, extremes 1904–1950 and 1976–1986) | Parámetros climáticos promedio de Santa María, Catamarca (1904–1950, extremes 1904–1950 and 1976–1986) | Parámetros climáticos promedio de Santa María, Catamarca (1904–1950, extremes 1904–1950 and 1976–1986) |
| Mes | Ene.                                                                                                   | Feb.                                                                                                   | Mar.                                                                                                   | Abr.                                                                                                   | May.                                                                                                   | Jun.                                                                                                   | Jul.                                                                                                   | Ago.                                                                                                   | Sep.                                                                                                   | Oct.                                                                                                   | Nov.                                                                                                   | Dic.                                                                                                   | Anual                                                                                                  |
| --- | --- | --- | --- | --- | --- | --- | --- | --- | --- | --- | --- | --- | --- |
| Temp. máx. abs. (°C)                                                                                   | 41.3                                                                                                   | 42.5                                                                                                   | 38.4                                                                                                   | 36.0                                                                                                   | 33.3                                                                                                   | 31.7                                                                                                   | 29.6                                                                                                   | 36.5                                                                                                   | 36.7                                                                                                   | 38.9                                                                                                   | 39.0                                                                                                   | 40.6                                                                                                   | 42.5                                                                                                   |
| Temp. máx. media (°C)                                                                                  | 30.2                                                                                                   | 29.5                                                                                                   | 28.2                                                                                                   | 25.8                                                                                                   | 22.3                                                                                                   | 19.8                                                                                                   | 19.8                                                                                                   | 22.6                                                                                                   | 25.5                                                                                                   | 27.4                                                                                                   | 29.5                                                                                                   | 30.4                                                                                                   | 25.9                                                                                                   |
| Temp. media (°C)                                                                                       | 21.8                                                                                                   | 21.3                                                                                                   | 19.8                                                                                                   | 16.5                                                                                                   | 12.6                                                                                                   | 9.9 | 9.6 | 11.9                                                                                                   | 15.1                                                                                                   | 17.6                                                                                                   | 20.1                                                                                                   | 21.4                                                                                                   | 16.5                                                                                                   |
| Temp. mín. media (°C)                                                                                  | 13.4                                                                                                   | 13.1                                                                                                   | 11.4                                                                                                   | 7.2 | 3.0 | 0.1 | -0.6                                                                                                   | 1.2 | 4.7 | 7.8 | 10.7                                                                                                   | 12.4                                                                                                   | 7.0 |
| Temp. mín. abs. (°C)                                                                                   | 4.5 | 5.0 | -0.3                                                                                                   | -5.0                                                                                                   | -7.5                                                                                                   | -11.6                                                                                                  | -10.0                                                                                                  | -11.5                                                                                                  | -7.5                                                                                                   | -4.0                                                                                                   | -3.6                                                                                                   | -1.5                                                                                                   | -11.6                                                                                                  |
| Precipitación total (mm)                                                                               | 44.1                                                                                                   | 33.1                                                                                                   | 22.3                                                                                                   | 2.0 | 1.0 | 0.4 | 1.6 | 1.0 | 0.4 | 10.7                                                                                                   | 17.5                                                                                                   | 36.7                                                                                                   | 170.8                                                                                                  |
| Humedad relativa (%)                                                                                   | 33 | 37 | 53 | 55 | 50 | 51 | 49 | 50 | 52 | 50 | 40 | 39 | 47 |
| Fuente: Secretaría de Minería                                                                          | | | | | | | | | | | | | |

## Folclore
Santa María, “La Reina del Yokavil”, tiene una festividad en la Expo Valle, durante la última semana de enero; y el Festival Folclórico

### 2 de febrero
Tiene lugar la fiesta en honor de Ntra. Sra. de la Candelaria, patrona de la ciudad

### Inti Raymi, 21 de junio
El Inti Raymi, la Fiesta del Dios Sol Inca, es una de las fechas más sagradas del calendario ceremonial de los Pueblos Andinos del Tawantinsuyu, que incluía al Noroeste Argentino. La festividad coincide con el solsticio de invierno y celebra el fin y el comienzo del ciclo anual, la renovación de las energías del Padre Sol, Tata Inti, fuente de sabiduría y vida para los incas. Cuando los rayos del sol más se alejan, los días son más cortos y las noches más largas, entonces los pueblos americanos del sur, pedían al Sol que volviera a darles sus bondades.
Al ocultarse el sol por el oeste el 20 de junio, comenzaba la vigilia para pedirle que sus rayos volvieran a fecundar nuevamente a la tierra y bendijera las cosechas.
La noche se pasaba en vela, con cantos, bailes y coplas, con mucho alcohol para soportar las bajas temperaturas y las primeras luces del nuevo día eran recibidas con los brazos abiertos por toda la comunidad.
Los españoles prohibieron la celebración del Inti Raymi pues era un rito pagano y promovieron las fiestas de Corpus Christi el 21 de junio y la de San Juan el Bautista el 24 para transculturizar a los indígenas.
Poco a poco los pueblos originarios de América han ido rescatando las ceremonias de sus culturas ancestrales y hoy son varias las localidades que vuelven a festejar el Inti Raymi.

## Fiesta en honor de San Roque co-patrono de la localidad de San José
Esta fiesta religiosa se realiza todos los 16 de agosto de cada año. Comienza el día 6 de agosto con la Bajada de la Imagen de su altar, misa y posterior traslado en caravana vehicular hasta la localidad de Punta de Balasto, distante 90 km del distrito hacia el sur. Luego de la veneración de la imagen durante toda la noche, el 7 de agosto se lo traslada en procesión hacia su Santuario en San José, con un masivo acompañamiento de los pobladores de la zona, turistas y peregrinos, que se reúnen cada año con gran devoción para cumplir promesas y agradecer por los favores recibidos. Desde el día 8 se reza la novena en honor al Santo Patrono en diversos horarios para culminar con su fiesta el 16 de agosto con la misa central a las 11. celebrada por el obispo de la Prelatura de Cafayate, que es adónde pertenece la parroquia. Luego de la misa la imagen vuelve a ser colocada en su altar donde los peregrinos pueden visitarla durante todo el año. La fiesta religiosa es acompañada por feria de artesanías, de ropa y de comidas regionales.

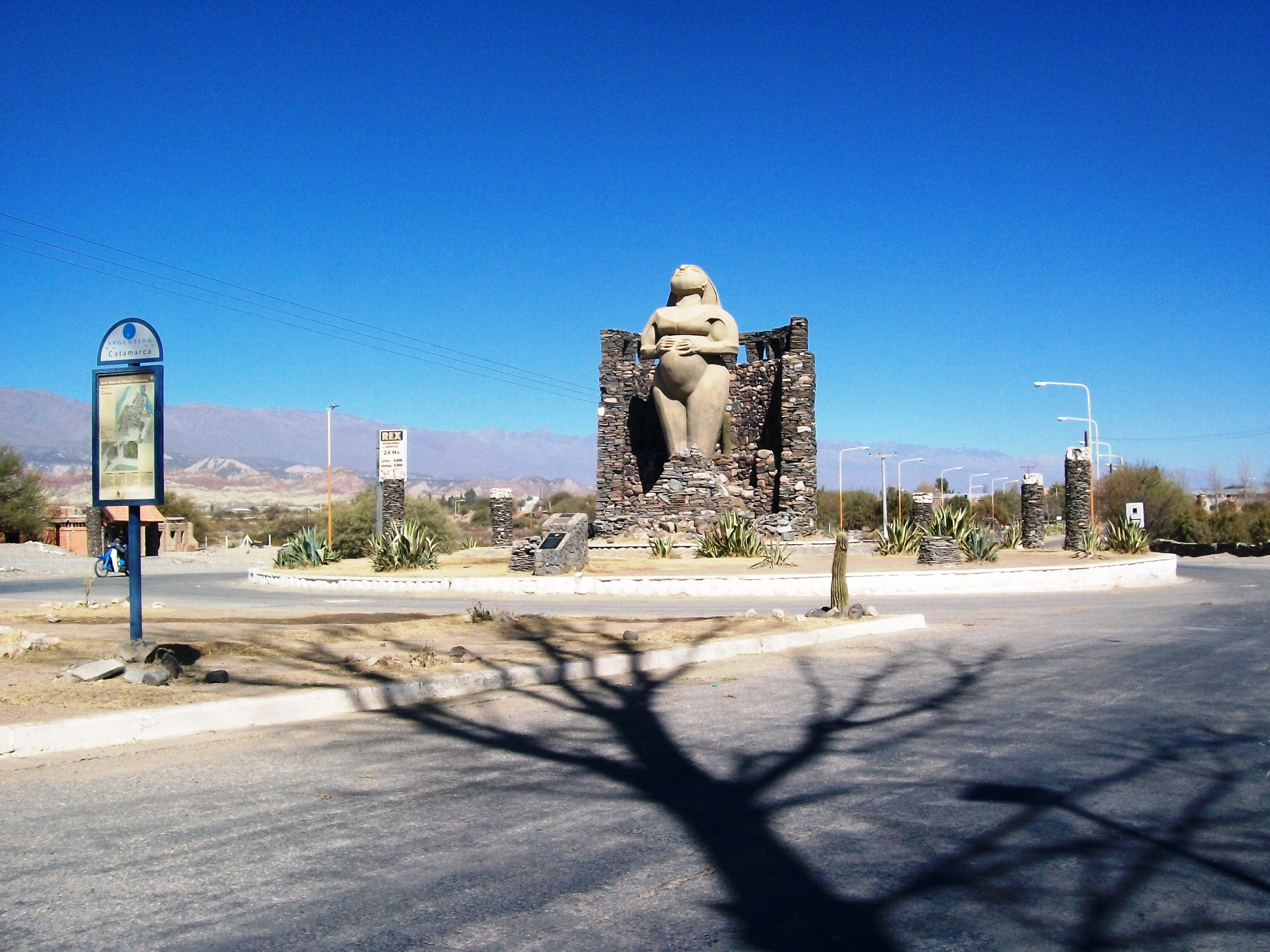
Ingreso norte a la ciudad

## Acceso
- Desde el sur: RN 40 y la RP 47 que por el sur va al interior de Catamarca
- Desde el norte: RN 40 y RP 68, de Salta
- Desde el este: RP 307, de Tucumán

La "Empresa Aconquija” hace 5 servicios diarios desde Tucumán (180 km) mientras que desde Salta (255 km), la "Empresa El Indio” con 2 servicios; y desde Catamarca capital (332 km) la "Empresa Aconquija" viene lunes a sábados.

## Parroquias de la Iglesia católica en Santa María
| Prelatura territorial | Cafayate                        |
| --------------------- | ------------------------------- |
| Parroquia             | Nuestra Señora de La Candelaria |